# 17. март
17. март (17.03) је 76. дан у години по грегоријанском календару (77. у преступној години). До краја године има још 289 дана.

## Догађаји
- 45. п. н. е. — Јулије Цезар је у бици код Мунде нанео тежак пораз војсци помпејеваца Тита Лабијена, Публија Ација Вара и Гнеја Помпеја Млађег .
- 1190 — У Јорку у Енглеској масакрирано је више од 500 Јевреја.
- 1526 — Француски краљ Франсоа I ослобођен је из ропства.
- 1649 — Енглески парламент распустио је Дом лордова (Горњи дом) у време владавине Оливера Кромвела, победника у грађанском рату у којем је 1648. поражен краљ Чарлс I.
- 1861 — Парламент уједињене Италије прогласио је краљевину, а Виторија Емануела II краљем Италије.
- 1921 — У Пољској је проглашен устав којим је уведена парламентарна владавина.
- 1944 — Нападом више од 200 бомбардера на циљеве у Бечу почело је савезничко бомбардовање Аустрије у Другом светском рату.
- 1945 — Лудендорфов мост у Ремагену се срушио десет дана пошто су га заузели Американци.
- 1948 — Уједињено Краљевство, Француска и земље Бенелукса потписали су Бриселски уговор о оснивању Западноевропске уније.
- 1958 — Из Кејп Каневерала САД су лансирале у орбиту око Земље „Вангард I“, други амерички сателит.
- 1963 — У ерупцији вулкана Агунг на индонежанском острву Бали живот је изгубило најмање 11.000 људи.
- 1968 — Испред америчке амбасаде у Лондону избио је сукоб између полиције и демонстраната који су протестовали против Вијетнамског рата. Ухапшено је 300 демонстраната, а 90 полицајаца је повређено.
- 1968 — Пронађено је више од 6.000 мртвих оваца угинулих као последица тестирања нервног гаса у Скал Велију у Јути.
- 1969 — Голда Меир, близак сарадник Давида Бен-Гуриона у борби за стварање државе Израел, постала је прва жена-премијер Израела. Због несугласица у коалиционој влади 1974. је поднела оставку.
- 1973 — Камбоџански ваздухопловни официр је украденим авионом бомбардовао председничку палату у Пном Пену. Председник Лон Нол је остао жив, али је погинуло најмање 20 људи.
- 1991 — Већина совјетских грађана изјаснила се на референдуму за очување савеза држава под новим именом Заједница Независних Држава.
- 1992 —
  - Експлозија аутомобила-бомбе разнела је зграду израелске амбасаде у Буенос Ајресу. Погинуло је 29 људи, а рањено 252.
  - На референдуму у Јужној Африци белци су надмоћном већином подржали реформе за окончање система апартхејда.
- 1995 — Војска Азербејџана је, након жестоких борби, угушила дводневну полицијску побуну у северним предграђима главног града Бакуа. Побуну против председника Хејдара Алијева предводио је заменик министра унутрашњих послова Ровшан Јавадов.
- 1996 — Талас пљачки и паљевина захватио је Грбавицу, два дана пре него што је то последње српско предграђе у Сарајеву, у складу с Дејтонским споразумом, предато полицији Федерације БиХ.
- 1998 — Џу Ронгђи, врхунски кинески економиста и реформатор, постао је премијер Кине.
- 1999 — Шест чланова Међународног олимпијског комитета избачено је из те институције због примања мита за Зимске олимпијске игре 2002. у Солт Лејк Ситију.
- 2000 — У Уганди 530 људи, чланова секте „Десет божијих заповести“, извршило је колективно самоубиство спаљивањем у цркви.
- 2002 — Петоро људи је убијено, а 45 рањено када су двојица нападача убацила бомбе у протестантску цркву у дипломатском насељу у Исламабаду, у Пакистану. Већина убијених и рањених били су странци.
- 2003 — У 13-минутном говору из Беле куће председник САД Џорџ Буш поставио је ултиматум ирачком председнику Садаму Хусеину да у року од 48 сати напусти Ирак са својим синовима или ће се суочити са ратом.
- 2004 — На Косову избиле масовне демонстрације Албанаца, поводом утапања двојице албанских дечака у реци Ибар, код села Чабра, које су потом прерасле у дводневно насиље током којег је 19 лица убијено (11 Албанаца и осам Срба) а повређено више од 900 особа, међу којима су и припадници међународне и косовске полиције. Уништено је или оштећено око 800 кућа на Косову, 29 цркава и манастира, а више стотина Срба је напустило своје домове. Због напада на српске енклаве у градовима у Србији избили протести више хиљада људи, а у центру Београда и Ниша запаљене су џамије.

## Рођења
- 1473 — Џејмс IV од Шкотске, краљ Шкотске. (прем. 1513)[1]
- 1834 — Готлиб Дајмлер, немачки инжењер, конструктор првог аутомобилског бензинског мотора. (прем. 1900)[2]
- 1847 — Јован Пачу, српски лекар, композитор и пијаниста. (прем. 1902)[3]
- 1894 — Славко Воркапић, српско-амерички филмски теоретичар, монтажер и редитељ. (прем. 1976)[4]
- 1897 — Милан Ајваз, српски глумац. (прем. 1980)[5][6]
- 1904 — Павле Маргановић, један од седам секретара СКОЈ-а. († 1929)[7]
- 1918 — Ратко Чолић, српски фудбалер. (прем. 1999)[8]
- 1920 — Шеик Муџибур Рахман, бенгалски политичар, оснивач Народне Републике Бангладеш. (прем. 1975)[9]
- 1928 — Јунис Гејсон, енглеска глумица. (прем. 2018)[10]
- 1935 — Владица Поповић, српски фудбалер и фудбалски тренер. (прем. 2020)[11]
- 1938 — Рудолф Нурејев, руски балетан, кореограф и глумац. (прем. 1993)[12]
- 1939 — Ђовани Трапатони, италијански фудбалер и фудбалски тренер.[13]
- 1951 — Курт Расел, амерички глумац.[14]
- 1955 — Марк Бун Млађи, амерички глумац.
- 1955 — Гари Синис, амерички глумац, редитељ и музичар.[15]
- 1956 — Саша Хабић, српски музичар, музички продуцент и композитор.[16]
- 1964 — Роб Лоу, амерички глумац, редитељ и продуцент.[17]
- 1968 — Драган Маринковић Маца, босанскохерцеговачки глумац.[18]
- 1969 — Илије Боложан, вршилац дужности председника Румуније (2025)
- 1970 — Флорин Радучоју, румунски фудбалер.[19]
- 1974 — Александра Ивошев, српска стрелкиња.[20]
- 1976 — Алваро Рекоба, уругвајски фудбалер.[21]
- 1977 — Тамар Бракстон, америчка музичарка и глумица.[22]
- 1979 — Данил Аклс, америчка глумица и модел.
- 1979 — Сторми Данијелс, америчка порнографска глумица.[23]
- 1979 — Коко Остин, америчка глумица, плесачица и модел.[24]
- 1981 — Кајл Корвер, амерички кошаркаш.[25]
- 1983 — Раул Меирелес, португалски фудбалер.[26]
- 1985 — Станија Добројевић, српско-амерички модел и певачица.
- 1986 — Џереми Парго, амерички кошаркаш.[27]
- 1986 — Един Џеко, босанскохерцеговачки фудбалер.[28]
- 1988 — Грајмс, канадска музичарка.[29]
- 1989 — Шинџи Кагава, јапански фудбалер.[30]
- 1989 — Невен Мајсторовић, српски одбојкаш.[31]
- 1990 — Хозијер, ирски музичар.[32]
- 1992 — Џон Бојега, енглески глумац.[33]
- 1996 — Немања Ћаласан, српски фудбалер.[34]
- 1996 — Александра Црвендакић, српска кошаркашица.[35]
- 1997 — Кејти Ледеки, америчка пливачица.[36]
- 1998 — Катарина Богићевић, црногорска певачица и глумица.
- 1998 — Урош Рачић, српски фудбалер.[37]
- 2001 — Иван Илић, српски фудбалер.[38]

## Смрти
- 180 — Марко Аурелије, римски филозоф и цар. (рођ. 121)[39]
- 493 — Свети Патрик, светац заштитник Ирске.
- 1758 — Станислав Вуколајев Радоњић, црногорски гувернадур, умро у Санкт Петербургу, сахрањен уз највеће почасти руског двора (царице Јелисавете) на гробљу Храма Александра Невског. На гробу се налази званични грб породице гувернадура Радоњића. (рођ. 1690)[40]
- 1890 — Мита Ракић, српски књижевник. (рођ. 1846).[41]
- 1906 — Аврам Ђукић, српски историчар. (рођ. 1844)[42]
- 1914 — Антун Густав Матош, хрватски песник, новелиста, фељтониста, есејиста и путописац. (рођ. 1873)[43]
- 1929 — Антони Ланге, пољски књижевник, филозоф, новинар и преводилац (рођ. 1863)
- 1942 — Нада Димић, партизанка и народни херој. (рођ. 1923)[44]
- 1956 — Ирена Кири, француска научница, нуклеарни физичар и хемичар. (рођ. 1897)[45]
- 2002 — Ван Тиен Дунг, командант северно-вијетнамских снага. (рођ. 1917)[46]
- 2021 — Дик Хојт, маратонац и тријатлонац који је на такмичењима гурао свог сина с инвалидитетом Рика (Тим Хојт). (рођ. 1940)

## Празници и дани сећања
Свети Патрик, заштитник Ирске.